# Leunisia laeta
Leunisia laeta Phil., 1864 è una specie di pianta angiosperma dicotiledoni della famiglia delle Asteraceae. È l'unica specie del genere Leunisia Phil., 1864.

## Descrizione
Questa specie ha un habitus erbaceo perenne o basso-subarbustivo. I fusti al tatto sono viscidi. Queste piante sono prive di lattice.
Le foglie lungo il caule sono disposte in modo da alternato a debolmente spiralato. La lamina fogliare è intera e irregolarmente dentata.
Le infiorescenze sono composte da capolini terminali solitari. I capolini sono omogami e discoidi e sono formati da un involucro a forma spiraleggiante composto da brattee (o squame) all'interno delle quali un ricettacolo fa da base ai fiori. Le brattee, simili a foglie, disposte su 2 serie in modo scarsamente embricato sono sub-uguali. Il ricettacolo, densamente pubescente, a forma convessa è nudo (senza pagliette).
I fiori sono tetraciclici (a cinque verticilli: calice – corolla – androceo – gineceo) e in genere pentameri (ogni verticillo ha 5 elementi). I fiori, numerosi, sono ermafroditi e fertili.
- Formula fiorale:

*/x K {\displaystyle \infty }, [C (5), A (5)], G 2 (infero), achenio
- Calice: i sepali del calice sono ridotti ad una coroncina di squame.
- Corolla: le corolle sono bilabiate (3 + 2): il labbro esterno ha tre denti, quello interno ha due lunghi lobi. Le corolle sono colorate di giallo.
- Androceo: l'androceo è formato da 5 stami con filamenti liberi e antere saldate in un manicotto circondante lo stilo.[10] Le antere in genere hanno una forma sagittata con appendici apicali acute. Le teche sono calcarate (provviste di speroni) e provviste di code. Il polline normalmente è tricolporato a forma sferica (può essere microechinato).
- Gineceo: il gineceo ha un ovario uniloculare infero formato da due carpelli.[10] Lo stilo è unico e con due stigmi e un nodo basale glabro. Gli apici degli stigmi sono connati e sono ricoperti da piccole papille o in qualche caso da peli penicillati. L'ovulo è unico e anatropo.

I frutti sono degli acheni con pappo. La forma degli acheni è cilindrica (raramente è compressa); le pareti sono ricoperte da coste (raramente sono presenti dei rostri) e sono glabre (o eventualmente setolose). Il carpoforo (o carpopodium) è uno stretto anello o corto cilindro oppure è assente. Il pappo (raramente è assente) è formato da setole disposte su 2 serie, sono barbate o piumose del tutto o a volte sono subpiumose solo apicalmente o connate alla base, ed è direttamente inserito nel pericarpo o connato in un anello parenchimatico posto sulla parte apicale dell'achenio.

## Biologia
- Impollinazione: l'impollinazione avviene tramite insetti (impollinazione entomogama tramite farfalle diurne e notturne).
- Riproduzione: la fecondazione avviene fondamentalmente tramite l'impollinazione dei fiori (vedi sopra).
- Dispersione: i semi (gli acheni) cadendo a terra sono successivamente dispersi soprattutto da insetti tipo formiche (disseminazione mirmecoria). In questo tipo di piante avviene anche un altro tipo di dispersione: zoocoria. Infatti gli uncini delle brattee dell'involucro si agganciano ai peli degli animali di passaggio disperdendo così anche su lunghe distanze i semi della pianta.

## Distribuzione e habitat
La specie di questa voce è distribuita in Cile.

## Tassonomia
La famiglia di appartenenza di questa voce (Asteraceae o Compositae, nomen conservandum) probabilmente originaria del Sud America, è la più numerosa del mondo vegetale, comprende oltre 23.000 specie distribuite su 1.535 generi, oppure 22.750 specie e 1.530 generi secondo altre fonti (una delle checklist più aggiornata elenca fino a 1.679 generi). La famiglia attualmente (2021) è divisa in 16 sottofamiglie.

### Filogenesi
La sottofamiglia Mutisioideae, nell'ambito delle Asteraceae occupa una posizione "basale" (si è evoluta precocemente rispetto al resto della famiglia) ed è molto vicina alla sottofamiglia Stifftioideae. La tribù Nassauvieae con la tribù Mutisieae formano due "gruppi fratelli" ed entrambe rappresentano il "core" della sottofamiglia.
Il genere Leunisia descritto da questa voce appartiene alla tribù Nassauvieae.
I caratteri distintivi per le specie del genere Leunisia sono:
- il portamento è arbustivo;
- la corolla è bilabiata;
- gli stigmi sono incoronati da papille;
- il pappo setaceo-pagliericcio.